# Colchicum multiflorum
Colchicum multiflorum är en tidlöseväxtart som beskrevs av Felix de Silva Avellar Brotero. Colchicum multiflorum ingår i släktet tidlösor, och familjen tidlöseväxter. Inga underarter finns listade i Catalogue of Life.